# 怯失力汗
怯失力汗（？—1220年），中亚花剌子模将领。
怯失力汗本来是国王阿拉烏丁·摩訶末的马夫，后来成为花剌子模的大总管。被任命为不花剌城（今布哈拉）的长官。1219年，蒙古帝国西征。1220年三月，蒙古大军抵达不花剌城，怯失力汗和草原来投的阔克汗、西辽来投的塔阳古共同守卫不花剌城。他们袭击蒙古大营失败，逃到阿姆河岸边被斩杀。不花剌城的学者、教长开城投降。

## 資料來源
- 朱耀廷《成吉思汗傳》